# Heinrich Gattermeyer
Heinrich Gattermeyer (* 9. Juli 1923 in Sierning; † 5. Juli 2018 in Wien) war ein österreichischer Komponist und Musikpädagoge.

## Leben
Heinrich Gattermeyer, Sohn des Heimatdichters Karl Gattermeyer, maturierte 1941 am Akademischen Gymnasium Linz und wurde anschließend zum Kriegsdienst eingezogen.
Nach dem Krieg studierte er in den Jahren 1945 bis 1950 an der Universität für Musik und darstellende Kunst Wien Klavier bei Bruno Seidlhofer, Chorleitung und Dirigieren bei Ferdinand Grossmann, sowie Tonsatz und Komposition bei Alfred Uhl. Zudem absolvierte er an der Universität Wien ein Studium in Germanistik, welches er 1948/49 mit der Lehramtsprüfung abschloss.
Zunächst unterrichtete Gattermeyer an Wiener Gymnasien und ab 1964 an der Wiener Akademie für Musik und Darstellende Kunst.
Gattermeyer war ab 1973 elf Jahre Präsident der Österreichischen Gesellschaft für zeitgenössische Musik, von 1984 bis 1990 Präsident der Gesellschaft der Autoren, Komponisten und Musikverleger, von 1992 bis 2001 Präsident des österreichischen Komponistenbundes und war ab 1996 Präsident des bis 2005 bestehenden Dommusikvereins am Wiener Stephansdom. Gattermeyer wirkte auch als Chorleiter bei mehreren Wiener Chören, unter anderem von 1960 bis 1973 beim Wiener Schubertbund. Er wurde am Ober Sankt Veiter Friedhof bestattet.

## Auszeichnungen
- 1964: Österreichisches Ehrenkreuz für Wissenschaft und Kunst[7]
- 1971: Förderungspreis der Stadt Wien für Musik[8]
- 1980: Kulturpreis des Landes Oberösterreich für den Bereich Musik
- 1981: Großes Ehrenzeichen für Verdienste um die Republik Österreich[7]
- 1982: Preis der Stadt Wien für Musik[9]
- 1992: Großes Silbernes Ehrenzeichen für Verdienste um die Republik Österreich[7]
- 2005: Kulturmedaille des Landes Oberösterreich[10]
- 2006: Heinrich-Gleißner-Preis[11]

## Werke (Auswahl)

### Ensemblemusik
- Sizilianisches Trinklied – Quintett für drei Pauken, zwei Klaviere und Männerchor, Text: Ernst Jirgal (1958)[12]
- Die drei goldenen Blumen – Schattenspiel für 9 Instrumente (1966)[12]
- Der Wundergarten – Schattenspiel für 9 Instrumente (1966)[12]
- Der Wunschverkäufer – Schattenspiel für 9 Instrumente (1966)[12]
- Der Faulpelz – Schattenspiel für 9 Instrumente (1968)[12]
- Miniaturen – für Flöte und Gitarre (1968)[12]
- Miniaturen und Bagatellen – für Flöte und Harfe (1968)[12]
- Die drei Brüder – Schattenspiel für 9 Instrumente (1968)[12]
- Tara, der Indianer – Schattenspiel für 9 Instrumente (1969)[12]
- Jussuf, der Wasserträger – Schattenspiel für 9 Instrumente (1969)[12]
- Der Froschkönig – Schattenspiel für 9 Instrumente (1969)[12]
- Der Vogelschreck – Schattenspiel für 9 Instrumente (1969)[12]
- Kalif Storch – Schattenspiel für 9 Instrumente (1970)[12]
- Koch und Schneider – Schattenspiel für 9 Instrumente (1970)[12]
- Die Mittagszauberin – Schattenspiel für 9 Instrumente (1970)[12]
- Rumpelstilzchen – Schattenspiel für 9 Instrumente (1970)[12]
- Der Wunderdoktor – Schattenspiel für 9 Instrumente (1970)[12]
- Reginald, der Erfinder – Schattenspiel für 9 Instrumente (1971)[12]
- Die Spieluhr – Schattenspiel für 9 Instrumente (1971)[12]
- Alexander und der Bär – Schattenspiel für 9 Instrumente (1971)[12]
- Das Märchen von der harten Nuß – Fernseh-Märchen für 9 Instrumente (1970)[12]
- Der Spaßvogel – Schattenspiel für 9 Instrumente (1971)[12]
- Prinzessin Fadina – Schattenspiel für 9 Instrumente (1971)[12]
- Das Wunderbare Fernrohr – Schattenspiel für 9 Instrumente (1971)[12]
- Zwergnase – Schattenspiel für 9 Instrumente (1971)[12]
- Die kluge Bauerntochter – Schattenspiel für 9 Instrumente (1971)[12]
- Der Bärenführer – Schattenspiel für 9 Instrumente (1971)[12]
- Reichtum und Glück – Schattenspiel für 9 Instrumente (1971)[12]
- Divertimento – Septett für zwei Blockflöten, Perkussion, Klavier vierhändig, Violine und Kontrabass (1971)[12]
- Sechs Grotesken – Duo für Klavier und Viola (1971)[12]
- Concertino da camera – Trio für Oboe, Gitarre und Klavier (1972)[12]
- Das kalte Herz – Schattenspiel für 9 Instrumente (1973)[12]
- Des Kaisers neue Kleider – Schattenspiel für 9 Instrumente (1973)[12]
- Das verwunschene Schloß – Schattenspiel für 9 Instrumente (1973)[12]
- Der schlaue Gärtner – Schattenspiel für 9 Instrumente (1975)[12]
- Drei Episoden (Duo) – für Viola und Kontrabass (1977)[12]
- An Joseph Haydn – für Violoncello und Klavier (1983)[12]
- Phantastischer Dialog – für Orgel, 3 Trompeten, 3 Posaunen, 3 Schlagzeuger (1984)[12]
- Perioden-Quartett – für Flöte, Violine, Viola und Kontrabass (1986)[12]
- Max und Moritz – Quintett mit Stimme für Flöte, Klarinette, Perkussion, Klavier, Kontrabass und Bariton-Solo nach Wilhelm Busch (1993)[12]
- Harte Zeiten – Trio für 2 Violinen und Klavier (1993)[12]
- Millenniums-Duo – für zwei Klaviere (1996)[12]

### Solomusik
- Ballade – für Klavier (1947)[12]
- Intermezzo – für Klavier (1947)[12]
- Zwei Impressionen – für Klavier (1958)[12]
- Sonata misteriosa – für Klavier (1958)[12]
- Ludus multiplex – für Klavier (1961)[12]
- Stücke für die Jugend – für Klavier (1963)[12]
- Skolion – für Klavier (1969)[12]
- Sieben Stücke für kleine Pianisten – für Klavier (1972)[12]
- Zwei Arabesken – für Klavier (1972)[12]
- Sechs Etüden – für Gitarre (1979)[12]
- Rhythmische Modelle – für Klavier (1980)[12]
- Besenbinder Variationen – für Violine (1983)[12]
- Koreanische Impressionen – für Klavier (1984)[12]
- Drei Modellvariationen – für Klavier (1992)[12]
- Augustinus-Hymnus – für Orgel (1996)[12]

### Vokalmusik
- Missa Bernardi – Für Männerchor und Streichorchester (ad lib.) (1959)[12]
- Ave Maria – für gemischten Chor (1961)[12]
- Festmusik für kleine Leute – für Kinderchor und zwei Flöten, zwei Klarinette, vier Hörner, zwei Trompeten, zwei Klaviere und Perkussion (1967)[12]
- Katermärchen – für gemischten Chor (1971)[12]
- Rüben-Ballade – für gemischten Chor (1971)[12]
- Würfel-Chorus – für Männerchor (1971)[12]
- Das Falala – für gemischten Chor (1972)[12]
- Fanget an – für Männerchor (1972)[12]
- Landsknechtliebe – für Männerchor (1973)[12]
- Trakl-Fragmente – Klavierfassung für Chor (1974)[12]
- Confitebor tibi – für gemischten Chor (1979)[12]
- Vier Chöre – aus dem Tier-Zyklus (1989)[12]
- Sieg des Lebens – für gemischten Chor und Männerchor, Blechbläser, Streichorchester und Schlagzeug (1998)[12]